# The Underdogs
The Underdogs este o echipă de producători muzicali americani.